# Hermès International
Pour les articles homonymes, voir Hermès (homonymie).
Hermès International, utilisant comme appellation commerciale Hermès Paris ou simplement Hermès, est une entreprise française du secteur du luxe fondée à Paris en 1837, par Thierry Hermès. Elle est alors spécialisée dans le métier de sellier harnacheur, qui confectionne des équipements pour le cavalier et son cheval.
L'entreprise s'ouvre par la suite à de nombreux autres métiers, dont la maroquinerie, qui est aujourd'hui son activité principale, puis à la soie, le prêt-à-porter, l'horlogerie, la bijouterie, les accessoires de mode et la parfumerie. Elle a investi un seizième métier, la beauté, en 2020. Sa volonté de favoriser le savoir-faire artisanal et la qualité de ses produits en a fait l'une des maisons de luxe les plus célèbres du monde.
La maison Hermès est toujours contrôlée par la famille Hermès, descendante du fondateur. Elle se divise en trois branches, les cousins Dumas, Guerrand et Puech, réunis au sein de la holding H51. À l'exception de la période 2003-2013, durant laquelle Patrick Thomas en a été le PDG, l'entreprise a toujours été dirigée par un descendant du fondateur Thierry Hermès. Elle emploie aujourd'hui environ 22 000 personnes, dont 7 000 artisans et 14 000 employés en France, où elle compte 60 manufactures et sites de production. En 2023, Hermès a réalisé un chiffre d'affaires de 13,4 milliards d'euros, pour un résultat net de 4,3 milliards d'euros.

## Histoire

### La sellerie, origine de la maison Hermès: 1837-1918

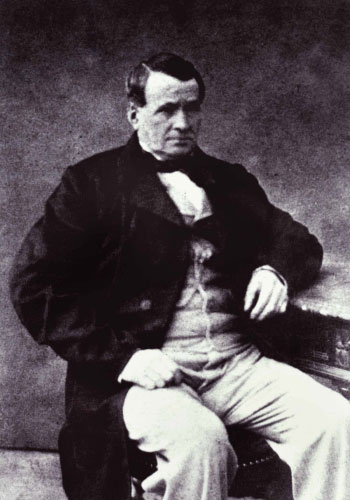
Thierry Hermès, fondateur d'Hermès.

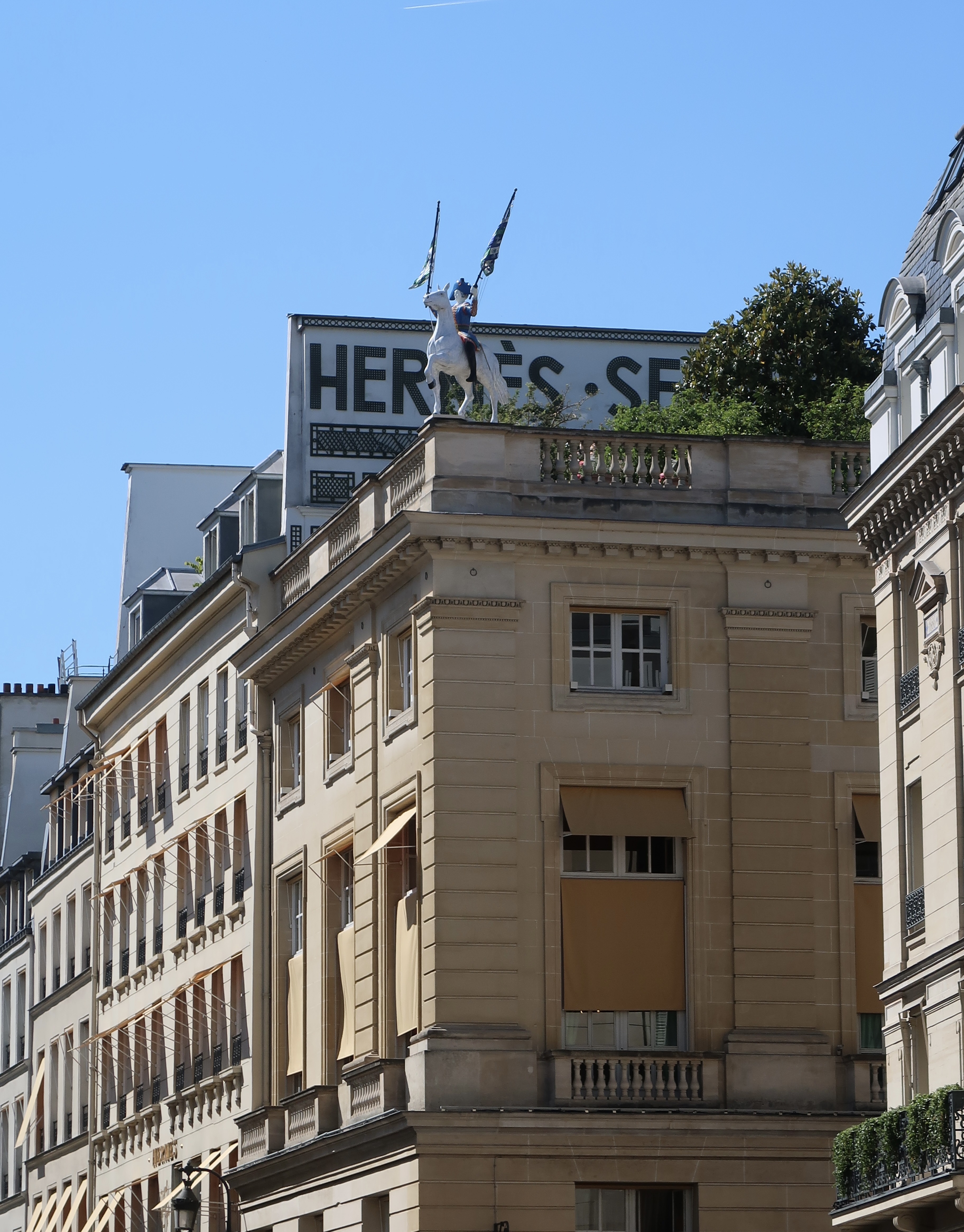
Façade du 24 rue du Faubourg-Saint-Honoré (Paris).

Thierry Hermès, fondateur de l’entreprise qui portera son nom, naît le 10 janvier 1801 à Krefeld, en Allemagne. Il s'installe en 1829, en Normandie, à Pont-Audemer, ville réputée pour le travail des peaux. Il y est employé comme apprenti chez un artisan sellier harnacheur. Devenu maître artisan sellier harnacheur, il regagne Paris en 1837, où il ouvre son premier atelier, au 56 rue Basse-du-Rempart (aujourd'hui disparue), près de l'église de la Madeleine. Son métier consiste à concevoir, confectionner et vendre des harnais et autres équipements pour les chevaux. Thierry Hermès est récompensé par la médaille de première classe lors de l’Exposition universelle de 1867, ce qui lui permet d’accéder à une clientèle prestigieuse, composée de dirigeants du monde entier, comme le tsar Nicolas II. Il meurt à Neuilly-sur-Seine en 1878.
En 1880, Charles-Émile Hermès, fils de Thierry Hermès, prend la direction de l'entreprise. Elle s'implante alors au no 24 rue du Faubourg-Saint-Honoré, où se situe encore aujourd'hui le siège d'Hermès International. En 1889, secondé par ses deux fils, Adolphe et Émile-Maurice Hermès, Charles-Émile développe l’activité de l’entreprise qui s’ouvre à la fabrication d'articles d'équitation et de maroquinerie pour les cavaliers, comme des couvertures de cheval ou des casaques en soie. Adolphe et Émile-Maurice succèdent à leur père en 1902 et créent l'entité Hermès Frères. Émile-Maurice crée le « sac haut à courroies » pour les cavaliers, pour le transport de leur selle et de leurs bottes. Pendant la Première Guerre mondiale, il voyage en Amérique. Le pays est en plein développement et les transports, au premier rang desquels l’automobile, progressent. Émile-Maurice Hermès mise sur l’essor du marché des bagages. À son retour, ils y appliquent avec son frère leur expertise de sellier harnacheur, notamment la couture au « point sellier ». Il revient également de ce voyage avec la fermeture à glissière qu’il introduit dans la maroquinerie et dans la mode.

### L’ère de la diversification: 1919–2000

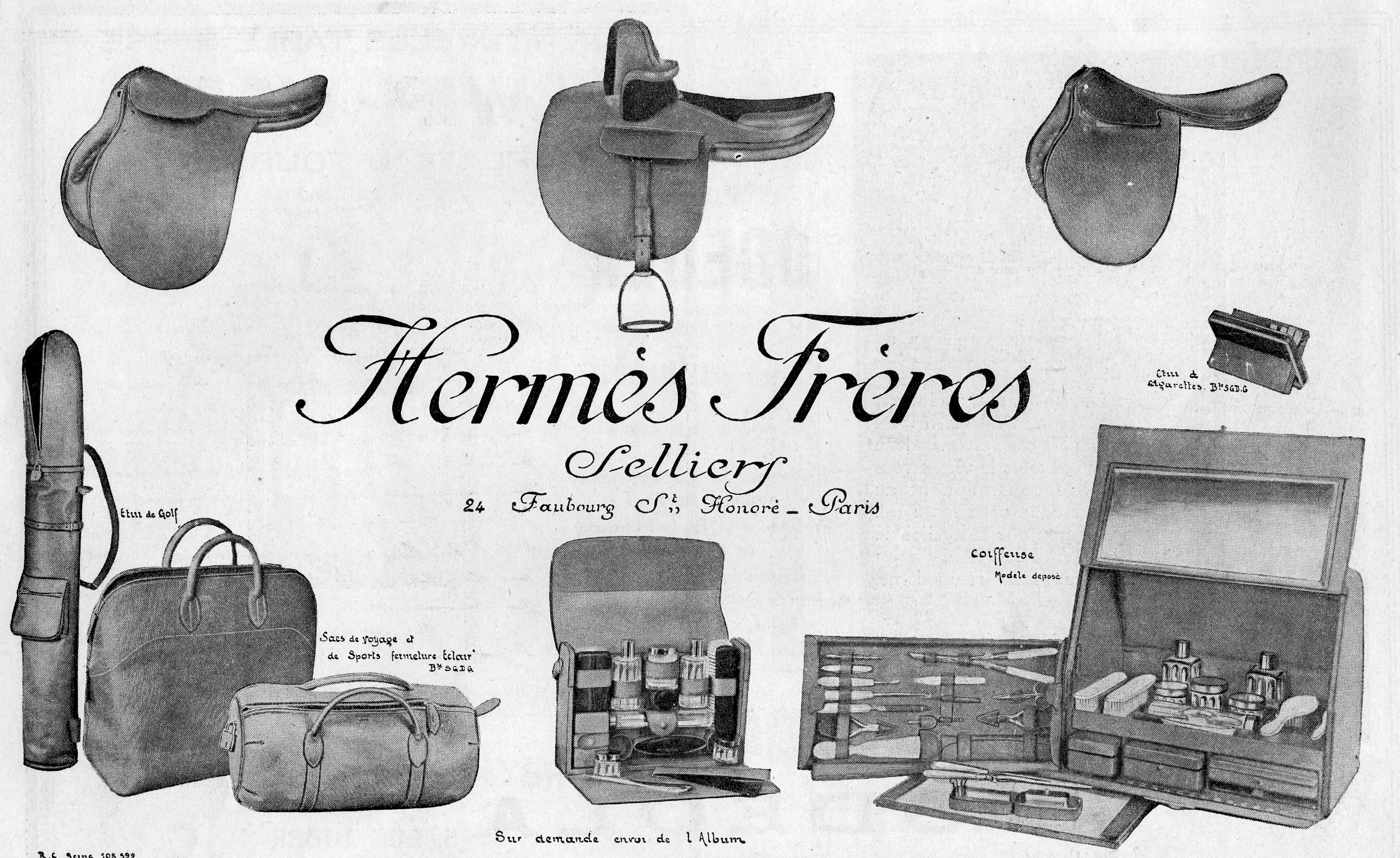
Réclame de 1923 dans le journal L'Illustration.

En 1919, Émile-Maurice Hermès reste seul à la tête de l’entreprise, après avoir racheté les parts de son frère. Il l'ouvre aux accessoires pour le voyage, mais aussi au sport, à l’automobile, la bijouterie et à la mode. Dans les années 1920 et 1930, la styliste Lola Prusac crée et développe une ligne de vêtements adaptés aux sports émergents de l'époque, de plage ou de montagne,. La mode Hermès touche alors une clientèle aisée de toutes nationalités. Dans les années 1930, ses trois gendres, Robert Dumas, Jean René Guerrand et Francis Puech, rejoignent Émile-Maurice Hermès dans le développement de l'entreprise, avec des créations de renommée mondiale telles que le sac de dames à courroies qui sera revisité et baptisé "sac Kelly" dans les années 1950. Jean René Guerrand développe le métier parfumerie, alors que Robert Dumas est l'artisan du développement de la maroquinerie et du métier de la soie. C'est durant la Seconde Guerre mondiale que le orange, imposé par les pénuries et ruptures de stock sous l’Occupation, devient la couleur officielle de la maison. À cette même époque, Émile-Maurice Hermès choisit le dessin Duc attelé, groom à l'attente, d'Alfred de Dreux pour illustrer le logo Hermès.
Robert Dumas prend la tête d’Hermès à la mort de son beau-père, en 1951. Il développe notamment le métier de la soie. Quelques années après la création en 1947 du Comptoir Nouveau de la Parfumerie, lancé à l'initiative de Jean-René Guerrand, sont produits en France les premiers parfums de la maison, comme le parfum Calèche. Eau d’Hermès, créé par Edmond Roudnitska, renvoie aux origines de l’entreprise, sa fragrance rappelant celle du cuir. Dans les années 1950, le sac Kelly, alors simplement appelé petit sac à courroies pour dame, trouve son nom lorsqu’une photographie de Grace Kelly, nouvelle princesse de Monaco portant le sac, fait le tour du monde. La fin des années 1960 marque l’apparition de la première ligne de prêt-à-porter féminin, dessinée par Catherine de Károlyi. La maison fait ses débuts au niveau international avec notamment l'ouverture de magasins en Europe, en Asie et aux États-Unis.
Jean-Louis Dumas, fils de Robert, prend la tête de l’entreprise en 1978 et développe de nouveaux métiers au sein d’Hermès. Il crée la filiale horlogère La Montre Hermès, à Bienne en Suisse, et pilote les acquisitions du bottier anglais John Lobb, des cristalleries Saint-Louis et de l'orfèvre Puiforcat. La première campagne de publicité, une jeune fille en jean portant un carré de soie, marque la volonté de séduire une nouvelle clientèle et rompt avec les codes traditionnels de la maison. En 1984, une discussion avec sa voisine durant un vol reliant Paris à Londres, Jane Birkin, le mène à concevoir le Sac Birkin. En 1989, Hermès prend le statut de commandite, avant d'être introduite en bourse quatre ans plus tard. Jean-Louis Dumas recrute de nouveaux talents comme le styliste Martin Margiela pour moderniser les collections de prêt-à-porter.

### Histoire récente d'Hermès: années 2000 à aujourd'hui

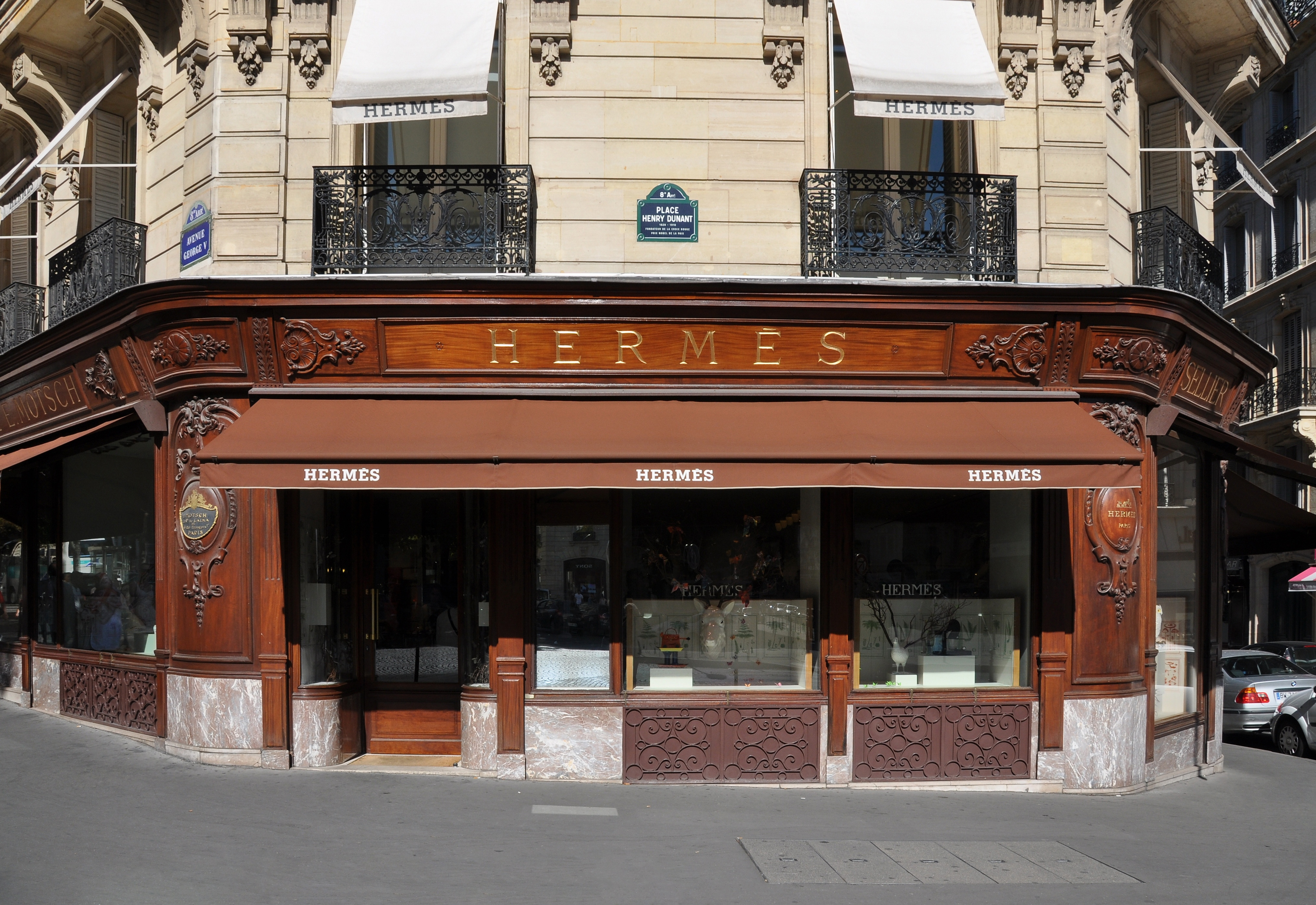
Magasin Hermès situé sur l'avenue George-V dans le 8e arrondissement de Paris, en France.

Hermès prend une participation au capital de l'entreprise Jean Paul Gaultier en 1999, à hauteur de 35 %. En 2004, Jean-Paul Gaultier est nommé à la direction du prêt-à-porter féminin, succédant ainsi à Martin Margiela. Il y restera sept ans et Hermès revendra finalement ses parts au groupe espagnol Puig. Suivront les acquisitions de plusieurs établissements pour sécuriser les approvisionnements en matières premières mais aussi des tanneries, dont la Tannerie d'Annonay, rachetée à ses salariés en 2013 et les Tanneries du Puy-en-Velay, rachetées au chausseur J.M. Weston en 2015. À partir des années 2010, Hermès multiplie aussi l'ouverture de manufactures en France, en particulier destinées à la maroquinerie. Cela afin de faire face à une demande croissante pour des produits demandant chacun de nombreuses heures de travail, mais aussi pour maintenir un haut niveau de qualité en profitant du savoir-faire de l'artisanat français.
Jean-Louis Dumas se retire du groupe pour des raisons de santé en 2006 et nomme Patrick Thomas, avec qui il gérait l'entreprise en tandem depuis 2004, à la tête d’Hermès International. Celui-ci devient le premier dirigeant d’Hermès non issu de la famille du fondateur. Pierre-Alexis Dumas, fils de Jean-Louis Dumas, devient le directeur artistique d’Hermès. En trente ans, le chiffre d’affaires d’Hermès sera passé de 42 millions en 1978 à 1,9 milliard d’euros en 2009. Jean-Louis Dumas meurt à Paris le 1er mai 2010 à l’âge de 72 ans. Cette année-là, Hermès lance Shang Xia, une marque commercialisant des produits issus du savoir-faire chinois allant du service à thé au mobilier. Elle est revendue à la famille Agnelli en 2020.
Le 23 octobre 2010, le groupe LVMH monte à environ 17,1 % au sein du capital d'Hermès, sans volonté officielle de prise de contrôle. S'engage alors une bataille financière, les héritiers de la famille Hermès soupçonnant Bernard Arnault de vouloir prendre le contrôle total de l'entreprise familiale. La direction d'Hermès précise alors que son statut de gérance en commandite (par actions) la protège de toute opération financière hostile, comme les OPA. LVMH annonce en 2011 plusieurs acquisitions d'actions pour finalement terminer l'année avec 22,28 % du capital d'Hermès,. Les spéculations selon lesquelles LVMH lancerait une offre d'acquisition pour Hermès sont systématiquement démenties par son président Bernard Arnault : le groupe de luxe précise que ses investissements ont « un caractère stratégique et de long terme », et qu'il ne compte pas « prendre le contrôle de Hermès International, ».
Une nouvelle holding, au nom de « H51 », composée de 52 des principaux héritiers actionnaires et regroupant 50,2 % du capital d'Hermès, est créée en 2011 afin de contrer le groupe LVMH. Julie Guerrand, issue de la 6e génération, en prend la tête. Cette nouvelle entité oblige chaque personne disposant d'au moins 0,5 % du capital à se déclarer nominativement, la direction de la société souhaitant savoir « maintenant qui possède quoi ». De surcroît, un tiers des bénéfices annuels seront obligatoirement réinvestis dans l'achat d'actions flottantes d'Hermès ; ceci afin de contrer les possibilités d'achats par des investisseurs extérieurs et conserver l'indépendance de la marque[réf. nécessaire]. Fin 2014, les affrontements entre LVMH et Hermès prennent fin avec un accord signé entre les deux groupes. La majorité des actions Hermès acquises par LVMH sont redistribuées à ses propres actionnaires, dont la holding de Bernard Arnault, actionnaire majoritaire de LVMH. À la fin de décembre 2016, les descendants de Thierry Hermès possèdent collectivement 65,1 % du capital social de Hermès International S.A.. En 2017, Bernard Arnault annonce la vente de ses parts restantes dans Hermès.
L'entreprise réalise en 2012 un chiffre d'affaires de 3,5 milliards d'euros. Le chiffre d'affaires se répartit sur cinq zones : 16 % pour la France, 17 % pour l'Amérique, 20 % pour l'Europe (hors France), 12 % pour le Japon et 33 % pour l'Asie hors Japon. En 2013, Axel Dumas, membre de la 6e génération des descendants de Thierry Hermès, est nommé gérant d’Hermès International en remplacement de Patrick Thomas. Il avait été successivement directeur commercial France, puis directeur général des pôles bijouterie et maroquinerie-sellerie avant de devenir en 2011 directeur général des opérations du groupe. Sous sa direction, est notamment prise la décision de développer les capacités de production et de distribution de la maison.
Hermès intègre officiellement le CAC40 le 18 juin 2018, avec 57 milliards d’euros de capitalisation boursière contre 600 millions d'euros lors de l'entrée en bourse en 1993. Dans le contexte de la pandémie de Covid-19, le groupe voit ses ventes chuter de 7 % et son résultat net de 9 % en 2020. Il reprend néanmoins un rythme de croissance soutenue dès l'année suivante, et annonce un résultat net de 2,445 milliards d'euros pour 9 milliards d'euros de vente, des chiffres supérieurs à ceux d'avant la pandémie. En décembre 2021, Hermès fait son entrée dans l’Euro Stoxx 50. En mars 2022, après le déclenchement du conflit russo-ukrainien, Hermès annonce la suspension de ses activités en Russie. En 2023, le chiffre d'affaires du groupe s’élève à 13,4 milliards d'euros, pour un résultat net qui de 4,3 milliards d'euros.
Le 15 avril 2025, Hermès parvient à détrôner provisoirement LVMH en tant que plus grosse capitalisation boursière du CAC 40 avant de retrouver sa seconde position.

## Métiers
À la fin 2023, les activités d'Hermès International, classées en proportion de leur contribution au chiffre d'affaires, se répartissent comme suit :
- Maroquinerie et sellerie : 41,3 % ;
- Vêtements, chaussures et accessoires : 28,9 % ;
- Soie et produits textiles : 6,9 % ;
- Horlogerie : 4,6 % ;
- Parfums : 3,7 % ;
- Autres (bijoux, art de la table, etc.) : 14,6 %.

### Maroquinerie-sellerie
La maroquinerie-sellerie est le métier d’origine d'Hermès. La branche maroquinerie-sellerie Hermès conçoit et fabrique toutes les familles d’objets en cuir de l'entreprise. Les artisans qui travaillent dans les manufactures du cuir en France fabriquent les articles d’équitation et de voyage, les sacs féminins et masculins et la petite maroquinerie. Chaque produit est réalisé artisanalement et avec la matière première à disposition. Cela explique que les délais soient très longs pour obtenir les confections les plus demandées comme les sacs Kelly ou Birkin, alors qu'on accuse souvent Hermès, à tort, d'organiser la pénurie. Il existe également un département nommé Hermès Horizons, dans lequel les artisans confectionnent des objets uniques sur commande, parfois éloignés de ses productions habituelles, comme des gants de boxe ou canoë en bois.

#### Codes dateurs et poinçons d’artisan
Depuis les années 1940, les sacs Hermès comportent des codes appelés date stamps, permettant d’identifier l’année de production, ainsi que parfois l’atelier ou l’artisan ayant fabriqué la pièce. Ces codes ont évolué au fil du temps : lettre seule, lettre dans un cercle (de 1971 à 1996), puis lettre dans un carré (à partir de 1997). Ils sont généralement discrets et positionnés à des endroits précis (derrière une sangle, sous un rabat ou le long d’une couture intérieure). Bien que non communiqués officiellement par la maison Hermès, ces poinçons sont largement utilisés par les collectionneurs et experts dans les processus d’authentification des pièces vintage.

### Vêtements et accessoires
Le prêt-à-porter pour femme naît chez Hermès dans les années 1920-1930, d’abord avec des vêtements de sport. Puis, au cours des années 1940, Hermès se détourne peu à peu de l'accent sportif pour se tourner vers le prêt-à-porter, officiellement lancé en 1967 avec Catherine de Károlyi. Les vêtements et accessoires Hermès sont désormais la deuxième activité du groupe. Ce département regroupe le prêt-à-porter féminin et masculin ainsi que les accessoires de mode. Par ailleurs, plusieurs créateurs de mode reconnus l'ont dirigé, comme Martin Margiela, Jean-Paul Gaultier ou Christophe Lemaire. Aujourd'hui, ce métier est dirigé par Nadège Vanhee et le prêt-à-porter masculin par Véronique Nichanian.

### Soie et textiles
La soie et les textiles représentent, en 2023, la quatrième activité du groupe Hermès. Cette activité est chapeautée par Holding Textile Hermès (HTH), située à Pierre-Bénite, commune de la métropole de Lyon. Elle comprend elle-même une demi-douzaine de filiales et emploie environ 800 salariés. Le premier carré de soie, appelé "Jeu des omnibus et dames blanches" et qui illustre la ligne parisienne de voitures publiques Madeleine-Bastille, est créé en 1937. Suivront des gammes variées : carrés, cravates, écharpes et châles. Depuis les années 1980, Hermès a la maitrise sur toute la chaîne de production de la soie et des textiles. En 2020, une innovation technique, tenue secrète par Hermès, permet d'imprimer des carrés avec un dessin et des couleurs différentes sur le recto et le verso du foulard, en double-face.

### Horlogerie
Entre 1926 et 1978, Hermès commercialise des articles d'horlogerie en nouant des partenariats avec Jaeger-LeCoultre, Patek Philippe ou Rolex. Elle apporte alors ses compétences créatives et son savoir-faire du travail du cuir. C'est sous l'impulsion de Jean-Louis Dumas, en 1978, que l'entreprise se lance réellement dans l'horlogerie avec l'installation d'un atelier à Bienne, en Suisse. Les montres étant à cette époque quasi-exclusivement masculines, il décide de s'adresser également aux femmes avec un design de rupture sur la ligne Arceau, présentée la même année. Cette ligne sera suivie de Cape Cod en 1991 avec bracelet un double tour. Plus récemment, la ligne masculine Hermès H08 a été lancée en 2021.
À partir des années 2000, Hermès acquiert des participations dans plusieurs entreprises d'horlogerie, comme en 2006 avec une prise de participation de 25 % dans le capital de Vaucher manufacture Fleurier pour 25 millions de francs suisses, déjà fournisseur de mouvements pour la maison Hermès, avec un investissement d'environ seize millions d'euros. Elle rachète ensuite Natéber, un fabricant de cadrans, en 2012, et Joseph Erard, un spécialiste des boîtes de montre, l'année suivante,,. Les premières montres dotées d'un mouvement maison sortent en 2012. Le pôle horlogerie vend à cette époque environ 100 000 montres par an. La montre Hermès représente alors environ 5 % du chiffre d'affaires du groupe, avec 138,7 millions d'euros en 2011 et 50 % de ses ventes sont réalisées en Asie, où il existe des boutiques dédiées uniquement à la commercialisation des montres Hermès. En 2018, l'entreprise fait son entrée au Salon international de la haute horlogerie.

### Parfums et beauté
Depuis les années 1930, Hermès conçoit des parfums de manière confidentielle, via des commandes spéciales conçues sur-mesure pour certains de ses clients. Le parfum apparaît véritablement chez Hermès avec la création du Comptoir Nouveau de la Parfumerie. En 1951 est vendu en France le premier parfum Hermès : l’Eau d’Hermès, créé par Edmond Roudnitska. Les premiers parfums féminins, Doblis et Calèche, sont respectivement lancés en 1955 et 1961.
Hermès est l’une des rares maisons de luxe en France à ne pas externaliser la production de ses parfums et à avoir son propre nez, à l'image de Jean-Claude Ellena, parfumeur exclusif d'Hermès de 2004 à 2016. Il est à l'origine de plusieurs best-sellers comme Un jardin en Méditerranée, Terre d'Hermès ou les Hermessences. Hermès produit toute sa parfumerie dans ses propres ateliers du Vaudreuil, en Normandie, ce qui explique la faible part de ce pôle dans le chiffre d'affaires total du groupe. Christine Nagel le rejoint en 2014 puis, après son départ en 2016, lui succède à la création olfactive.
En 2020, le groupe se lance dans son seizième métier, la beauté, avec une collection de rouges à lèvres nommée Rouge Hermès et inspirée de ses carrés de soie. Suivront en 2021 les fards à joues et les vernis à ongles, puis en 2022 les premiers produits pour le teint. En 2023,  Hermès lance le Regard, de nouvelles créations dédiées aux yeux.

### Autres métiers d'Hermès
Parmi les autres métiers du groupe, on trouve la Maison d’Hermès, qui se compose des lignes de services de table, du linge de maison, des textiles de plein air, des objets de décoration, du mobilier et des tapis. Les premiers objets Hermès pour la maison sont créés dans les années 1920. Un département « Arts de la table » est créé en 1984.[réf. nécessaire]
Hermès possède également un métier bijouterie, qui trouve son origine dans la bouclerie équestre. Ce métier est apparu en 1927 avec le premier bracelet en argent et en cuir intitulé Filet de selle[réf. nécessaire]. En 1938, le bracelet Chaîne d’ancre, emblématique de la maison, est créé par Robert Dumas. Les bijoux Hermès sont pensés autour des thèmes du monde équestre ou de l’univers nautique.

## Stratégie et savoir-faire
La rentabilité exceptionnelle dont fait preuve aujourd'hui Hermès International est le résultat, selon le professeur Isabelle Chaboud dans The Conversation, d'une « stratégie de long terme visant à valoriser le savoir-faire et la créativité de ses artisans, tout en maintenant un degré élevé d'innovation ». Le travail sur une identité de marque forte et le maintien de l'indépendance de l'entreprise familiale auraient également été des facteurs décisifs. Cette stratégie est illustrée par la déclaration faite par Jean-Louis Dumas en 2007 à la version américaine du magazine Vanity Fair : « We don’t have a policy of image ; we have a policy of product » (« Nous n’avons pas de politique d’image ; nous avons une politique produit »). Hermès a d'ailleurs la particularité de considérer que sa meilleure publicité reste la qualité de ses produits, raison pour laquelle la maison ne possède ni égérie ni direction marketing.
Chez Hermès, l’artisan doit maîtriser l’intégralité des étapes de la réalisation et est le premier garant du niveau de qualité de l'objet. C'est pourquoi la formation d'un artisan chez Hermès peut prendre jusqu'à six ans afin de maîtriser les gestes les plus exigeants. Une attention particulière est apportée dès le choix des matières premières, l'entreprise ayant par exemple intégré une activité de tannerie qui lui permet d’avoir un pôle dédié à l’achat, au tannage et à la teinture de peaux de qualité. Elle investit également dans des fermes de crocodiles achetées et construites en Australie. Il faut en moyenne deux ans pour former un artisan sur le cuir et six ans sur les peaux précieuses. Beaucoup exercent leur métier par vocation, mais de nombreux artisans de la maison ont embrassé cette carrière à la suite d'une reconversion professionnelle, qu'Hermès encourage. L'entreprise travaille à cette fin en collaboration avec les antennes locales de France Travail.
L'objectif du groupe est de maintenir un niveau de qualité élevé, même si cela se fait parfois au détriment de la croissance du chiffre d'affaires. Le but est également de rééquilibrer le poids des différents pôles, le cuir représentant encore 47 % du chiffre d'affaires en 2012.

### Rapport au monde équestre

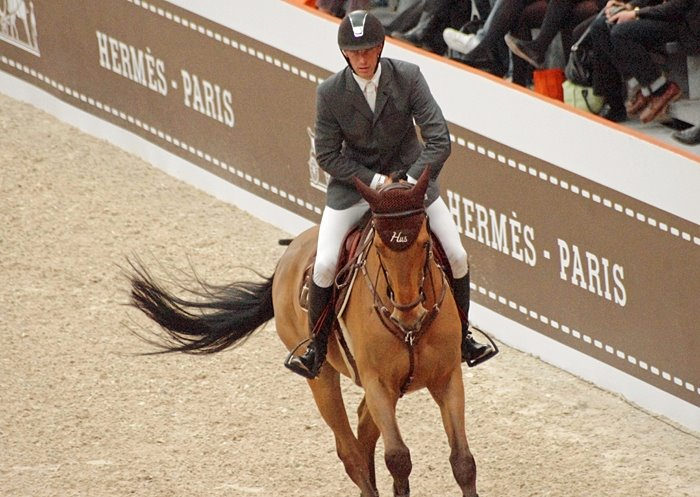
Le cavalier Kevin Staut pendant le saut Hermès 2012.

Sellier harnacheur depuis 1837, Hermès place le cheval au centre de son attention, ce qu'illustre le bon mot qu'aurait un jour prononcé Jean-Louis Dumas : « Notre premier client, c’est le cheval. Le deuxième, le cavalier. » Au début du XXe siècle, alors que s’ouvre l’ère de l’automobile et des voyages transatlantiques, la maroquinerie devient le premier métier de la diversification, mais l'entreprise vend encore aujourd'hui une gamme équestre complète pour équiper chevaux et cavaliers.
En 2009, Hermès crée le saut Hermès, une compétition de d'obstacles labellisée CSI 5* (en), catégorie la plus élevée de la classification de la Fédération équestre internationale,. Au-delà des compétitions, l'événement est émaillé de spectacles et démonstrations équestres.

### Les magasins Hermès

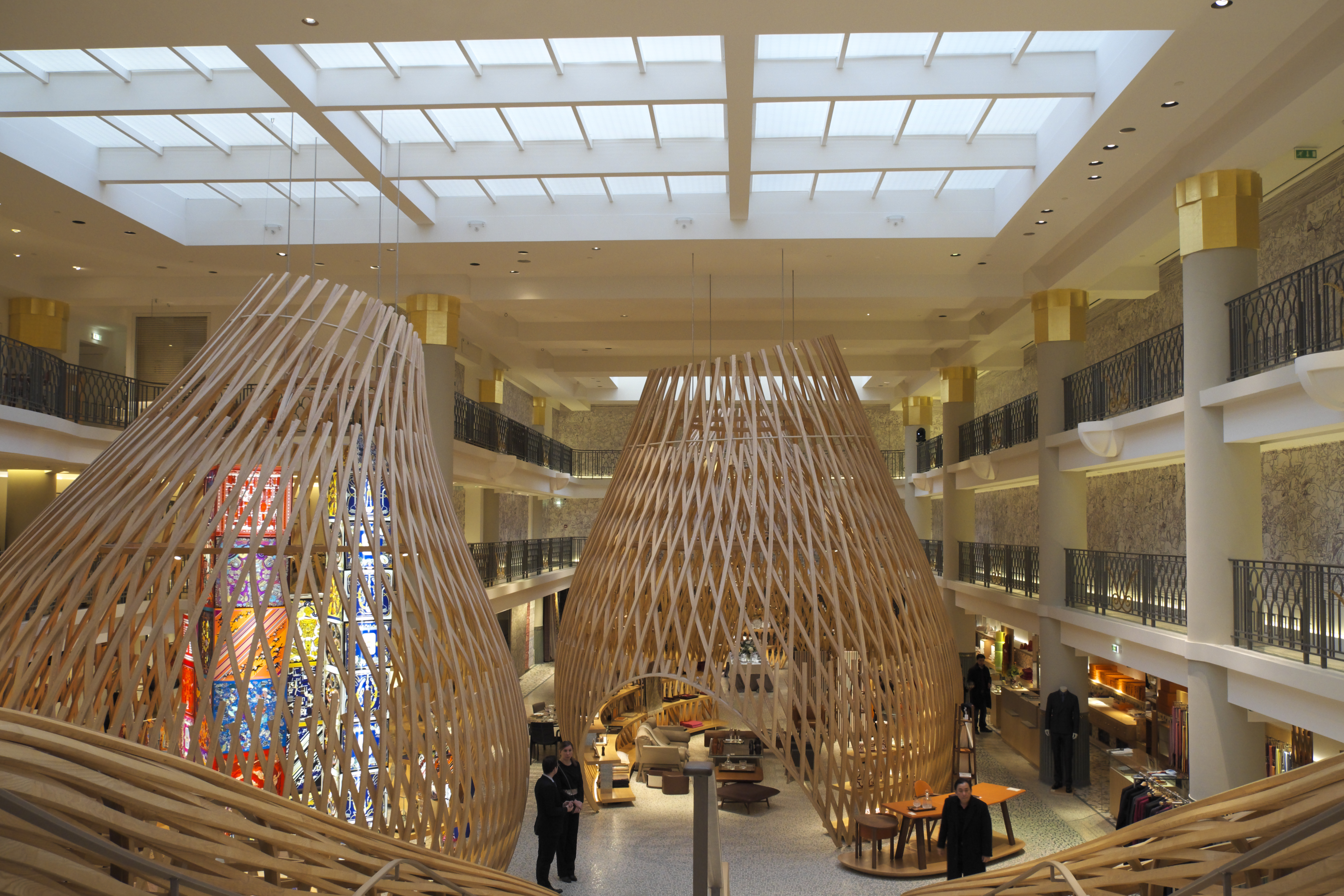
Boutique dans l'ancienne piscine Lutetia à Paris.

Le réseau de distribution d’Hermès comprend près de 300 magasins dans 45 pays, auxquels s’ajoute une présence en magasins spécialisés pour les montres, les parfums et les arts de la table. Le magasin emblématique et fondateur d’Hermès, première « Maison » de la marque, se situe au 24 rue du Faubourg Saint-Honoré à Paris et existe depuis les débuts de l’entreprise en 1880.
Entre 1880 et 1920, les premières ouvertures de magasins se font en France dans des villes balnéaires, thermales et liées à l’équitation. L’expansion d’Hermès au niveau international démarre à New-York, chez le chapelier Dobb’s en 1924, et se poursuit plus largement après la Seconde Guerre mondiale, avec le développement d’un réseau de magasins en propre.[réf. nécessaire]
Entre 1950 et 2000, ce réseau se consolide sur le plan international. À partir des années 2000, Hermès procède à l’ouverture de nouvelles « maisons », magasins emblématiques de la marque, à l'étranger. En septembre 2000, la deuxième après le 24 rue du Faubourg Saint-Honoré à Paris apparaît à New York, sur Madison Avenue. D'autres « maisons » Hermès suivront en 2001 dans le quartier de Ginza, à Tokyo, en 2006 à Séoul ou en 2014 à Shanghai.
En novembre 2010, l'entreprise ouvre un nouveau magasin dans la piscine Lutetia, dans le 6e arrondissement de Paris. Ancienne piscine construite en 1935 et inscrite aux monuments historiques, il a fallu d'importants travaux de rénovation pour transformer le lieu en magasin. Il se déploie sur deux niveaux et présente tous les métiers de l'entreprise, avec notamment une large place faite à l'univers de la maison. L'espace compte aussi une librairie et un salon de thé.

### Ateliers
Le groupe Hermès compte une cinquantaine de sites de production qui assurent environ 60 % des réalisations totales, et la majeure partie se situe en France. Ils emploient 7 000 artisans, sur les 22 000 employés que compte l'entreprise. Le premier atelier a ouvert au 24 rue du Faubourg Saint-Honoré en 1880 et ce n'est qu'en 1989 qu'ouvrira le premier atelier dédié à la soie en dehors de Paris, à Lyon. Hermès possède par exemple un atelier de travail du cuir dans le village de Saint-Vincent-de-Paul, près de Bordeaux, où elle emploie 180 personnes. D'autres ont récemment ouvert à Louviers dans l'Eure, à Tournes dans les Ardennes ou à Riom dans le Puy-de-Dôme. Une quinzaine d'ateliers sont également dédiés à la réparation d'environ 200 000 pièces de la maison par an.
Apportant une attention particulière à la transmission du savoir-faire, Hermès envoie à chaque ouverture de nouvel atelier environ 80 maîtres-formateurs, statut qui implique d'avoir travaillé au moins huit ans pour le groupe, pour former les nouveaux artisans. Cette mission est complétée en moyenne en dix-huit mois. Le travail à la chaîne est proscrit et l'accent est mis sur la qualité plutôt que la productivité. En maroquinerie, par exemple, chaque sac est réalisé artisanalement. En septembre 2021, Hermès ouvre l’École Hermès des savoir-faire, agréée par l’Éducation nationale, et délivre un diplôme de CAP maroquinerie. En 2022 elle a également reçu l’habilitation de la Fédération française de la maroquinerie pour délivrer le Certificat de qualification professionnelle coupe et piquage.

### petit h
L’atelier « petit h » ou « atelier de re-création » est lancé en 2010 sous l'impulsion de Pascale Mussard, membre de la sixième génération de la famille Hermès, qui en deviendra la directrice artistique. Installé à Pantin dans les locaux d’Hermès, c'est un laboratoire créatif d’objets basé sur la récupération et le détournement de matières. Les matériaux utilisés proviennent de chutes de matières utilisées par les différents métiers d'Hermès, mais aussi de ceux des autres marques du groupe, comme les Cristalleries de Saint-Louis ou Puiforcat. Il permet à des artisans de donner une seconde vie aux chutes de cuir, de tissus, de soie ou encore aux boutons, boucles, au cristal Saint-Louis et toute autre matière de prestige non utilisée. Au départ vendues de façon ponctuelle, les productions de petit h ont, depuis 2013, leur espace dédié dans la boutique Hermès du 17 rue de Sèvres à Paris.

### Fondation
La fondation d'entreprise Hermès est créée en 2008 à l'initiative de Pierre-Alexis Dumas. Elle a pour vocation de soutenir des actions en faveur de la création artistique et de la transmission des savoir-faire, de la solidarité et de la préservation de la biodiversité. Elle développe ses propres programmes comme des expositions et résidences d'artistes pour les arts plastiques. En 2016, la fondation est par exemple à l'origine de Manufacto, un programme de sensibilisation des jeunes générations aux métiers de l’artisanat en milieu scolaire. Les élèves conçoivent leur propre objet comme des tabourets ou des lampes, en découvrant la technique, les gestes et les outils des artisans,. Elle a également créé le prix Émile Hermès en 2007, qui récompense tous les deux ans un projet innovant dans le domaine du design.

## Les autres marques du groupe

### John Lobb
John Lobb crée l'entreprise à laquelle il donne son nom en 1866, à Londres. Elle fabrique et commercialise principalement des bottes et des souliers sur-mesure pour homme, mais aussi des collections de prêt-à-porter et d'accessoires en cuir. Il s'implante en France à partir de 1900, avant que le magasin de Paris soit racheté par Hermès en 1976. Seule la boutique londonienne reste détenue par la famille du fondateur. Hermès développe alors la marque John Lobb et ouvre des magasins dans le monde entier. Aujourd'hui, les deux sociétés continuent de maintenir leur tradition de fabrication de chaussures sur-mesure, avec l'atelier d'origine de la famille Lobb à Londres et l'atelier appartenant à Hermès à Paris.

### Puiforcat
Puiforcat est une maison d'orfèvrerie fondée en 1820 à Paris, par les frères Émile et Joseph-Marie Puiforcat et leur cousin Jean-Baptiste Fuchs. Au départ simple coutellerie, Puiforcat se transforme progressivement en atelier d’orfèvrerie pour proposer des objets d’art de la table et d’art de vivre, de style classique, Art déco et aujourd’hui contemporain. L'entreprise passe sous le contrôle intégral d'Hermès en 1993. Elle maintient depuis, comme le reste du groupe, une tradition de savoir-faire et d'artisanat pour toutes ses pièces, dont certaines nécessitent plusieurs centaines d'heures de travail.

### Compagnie des Cristalleries de Saint-Louis
Saint-Louis a été fondée en 1586 à Saint-Louis-lès-Bitche en Moselle et est la plus vieille cristallerie d'Europe. À l'époque, elle ne produit pas encore de cristal, mais du verre, car le cristal ne sera découvert en France qu'en 1781. En 1767, elle obtient le titre de Verrerie Royale de Saint-Louis, par ordre du roi Louis XV. Elle abandonne le verre pour ne se consacrer qu'au cristal à partir de 1825. C'est elle qui introduit la notion d'arts de la table dans le langage courant. Rachetée en 1989 par Hermès, elle est depuis spécialisée dans le cristal soufflé bouche et taillé main dans le domaine des arts de table, du luminaire et de la décoration.

## Direction de l'entreprise
Depuis sa création en 1837 à Paris par Thierry Hermès, Hermès International a été quasi exclusivement dirigé par lui et ses descendants. La maison Hermès est aujourd'hui détenue majoritairement par la famille et dirigée depuis 2013 par Axel Dumas, membre de la sixième génération.

### Comité exécutif
- Axel Dumas, gérant ;
- Florian Craen, directeur général commercial ;
- Charlotte David, directrice générale communication ;
- Pierre-Alexis Dumas, directeur artistique général ;
- Olivier Fournier, directeur général chargé de la gouvernance et du développement des organisations ;
- Wilfried Guerrand, directeur général métiers, systèmes d’information et data ;
- Sharon MacBeath, directrice des ressources humaines du groupe ;
- Éric du Halgouët, directeur général finances ;
- Guillaume de Seynes, directeur général pôle amont et participations ;
- Agnès de Villers, présidente directrice générale Hermès Parfum et Beauté, directrice générale des métiers Hermès Horizons, petit h et Internet des objets (IDO)

### Direction artistique
- Pierre-Alexis Dumas, directeur artistique général
- Pierre Hardy, directeur de création de la chaussure et de la bijouterie Hermès
- Christine Nagel, directrice de création et du patrimoine olfactif d’Hermès Parfum
- Véronique Nichanian, directrice artistique de l’univers masculin
- Nadège Vanhee-Cybulski, directrice artistique du prêt-à-porter féminin

## Données financières
Le groupe Hermès International est coté sur Euronext Paris et entre dans la composition du CAC 40 :
| Années                      | 2014  | 2015  | 2016  | 2017  | 2018  | 2019  | 2020  | 2021  | 2022   | 2023   | 2024   |
| --------------------------- | ----- | ----- | ----- | ----- | ----- | ----- | ----- | ----- | ------ | ------ | ------ |
| Chiffre d'affaires          | 4 118 | 4 840 | 5 202 | 5 549 | 5 966 | 6 682 | 6 683 | 8 962 | 11 602 | 13 427 | 15 170 |
| Résultat d'exploitation     | 1 299 | 1 541 | 1 697 | 1 922 | 2 075 | 2 339 | 1 981 | 3 530 | 4 697  | 5 650  | 6 150  |
| Résultat net part du groupe | 859   | 973   | 1 100 | 1 222 | 1 405 | 1 528 | 1 385 | 2 445 | 3 367  | 4 311  | 4 603  |

### Actionnaires
La société Hermès International est contrôlée, par l’intermédiaire de la société Emile Hermès SAS, par le groupe familial Hermès, lequel détient par ailleurs, notamment par l’intermédiaire de la société H51 SAS, une participation majoritaire au capital de la société en qualité d’associé commanditaire,. La fortune de la famille Hermès est estimée en 2024 à 155 milliards d'euros par le magazine Challenges.
En date du 12 mars 2025 :
| Nom                                 | %       |
| H51 (holding familial)              | 66,72 % |
| Nicolas Puech                       | 4,91 %  |
| Famille Arnault                     | 1,87 %  |
| Fondation Nicolas Puech             | 0,85 %  |
| Hermès International (autocontrôle) | 0,79 %  |

### Articles
- Raphaëlle Bacqué et Vanessa Schneider, « Hermès, une famille recomposée face au « loup du cachemire » Bernard Arnault », journal Le Monde, 2023. Lien

### Emissions
- Anne Sophie Chaumier Leconte, Nathalie De Norre et Caroline Pillon, La Saga Hermès, 1re diffusion dans l'émission Coûte que coûte, sur RTL-TVI, le 8 février 2012